# Gabinete Integrado das Nações Unidas para a Consolidação da Paz na Guiné-Bissau

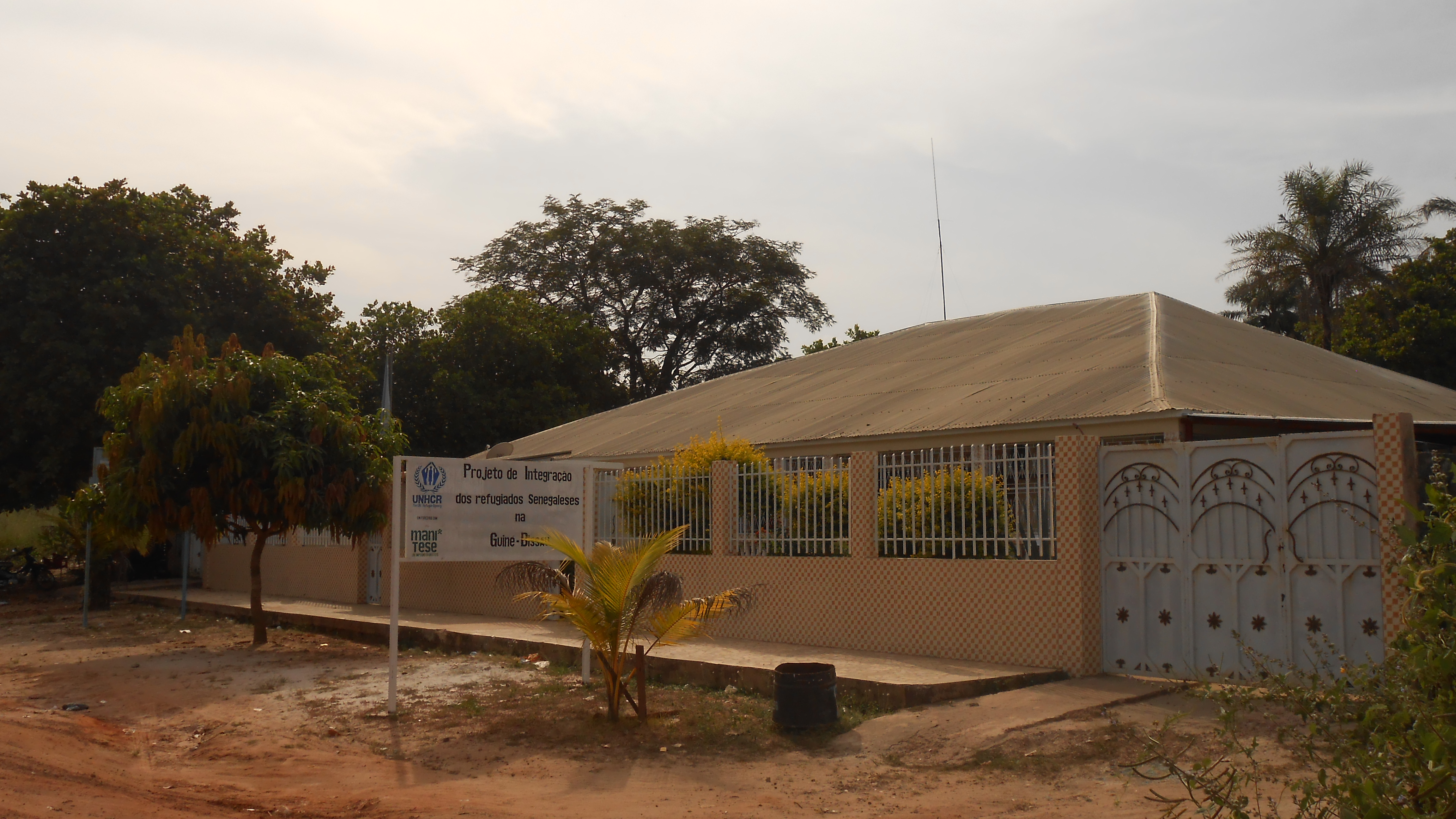
Projeto de integração de refugiados senegaleses da ACNUR/UNIOGBIS, em São Domingos, em 2017

O Gabinete Integrado das Nações Unidas para a Consolidação da Paz na Guiné-Bissau (UNIOGBIS) foi uma missão de consolidação da paz das Nações Unidas (ONU) na Guiné-Bissau.
Foi estabelecido pela Resolução 1876 do Conselho de Segurança das Nações Unidas em 2009, e sucedeu ao Escritório de Apoio à Consolidação da Paz na Guiné‑Bissau (UNOGBIS). Teve a tarefa de promover a estabilidade do país.
O UNIOGBIS foi uma missão de campo integrada. A política de integração da ONU surgiu pela primeira vez em 2006. Por decisão do secretário-geral Ban Ki-Moon, de 26 de junho de 2008, o UNOGBIS, junto com outras 10 missões políticas, tornou-se uma missão integrada. O secretário-geral explicou que a decisão teve como objetivo: "maximizar o impacto individual e coletivo da resposta da ONU, concentrando-se nas atividades necessárias para a consolidação da paz". Ele acrescentou que "para alcançar este objetivo principal no nível do país, deve haver uma parceria estratégica eficaz entre a missão/escritório da ONU e a equipe do país operar de forma coerente e de apoio mútuo, e em estreita colaboração com outros parceiros".
O UNIOGBIS teve quatro departamentos temáticos que trabalham sob a direção do representante especial adjunto para assuntos políticos: (1) Seção de Assuntos Políticos; (2) Seção de Estado de Direito e Instituições de Segurança; (3) Seção de Direitos Humanos e Gênero e, que também representa o Escritório do Alto Comissário das Nações Unidas para os Direitos Humanos (EACDH); (4) Unidade de Informação Pública.
A Equipa das Nações Unidas no País (UNCT) na Guiné-Bissau, foi coordenada pelo representante especial adjunto/coordenador residente da ONU. A UNCT incluiu as seguintes agências, fundos e programas residentes na Guiné-Bissau: FAO, ONU Mulheres, EACDH, PNUD, UNFPA, ACNUR, UNICEF, PMA e OMS - agências não residentes: OIT, ENUCAH, UNESCO, UNIDO, UNODC, UNOPS e ONU-HABITAT. UNAIDS também têm um escritório de projecto em Bissau. O FMI também tem representação plena na Guiné-Bissau e o Banco Mundial está atualmente a restabelecer a sua presença.
A missão foi formalmente finalizada em 11 de dezembro de 2020, numa cerimônia ocorrida em Bissau presidida  pela chefe da missão Rosine Sori-Coulibaly e pela Vice-Secretária-geral da ONU Bintou Keita. Ainda assim, o mandato esteve efetivamente vigente até 31 de dezembro de 2020.